# 5318 Дінценгофер
5318 Дінценгофер (5318 Dientzenhofer) — астероїд головного поясу, відкритий 21 квітня 1985 року.
Тіссеранів параметр щодо Юпітера — 3,585.